# جورج فريدريك هودغينز
جورج فريدريك هودغينز هو سياسي كندي، ولد في 17 ديسمبر 1865، وتوفي في 17 يناير 1940. نشط حزبياً في الحزب الليبرالي الكندي. وقد انتخب عضو مجلس العموم الكندي.